# Tour della nazionale maschile di rugby a 15 del Sudafrica 1997
Alla fine del 1997 la nazionale di rugby del Sudafrica effettuò un tour in Europa comprendente Italia, Francia e Regno Unito.
Furono previsti cinque test match (due contro la Francia e uno ciascuno contro Italia, Inghilterra e Scozia) e due incontri senza valenza di test, contro i Barbarian francesi e la Francia A; il Sudafrica vinse tutti i test match e perse gli altri due incontri non ufficiali.

## Gli incontri
A Bologna gli Springbok si imposero sull'Italia 62-31; gli italiani, appena ammessi nel Sei Nazioni, realizzarono tre mete nel primo tempo, chiuso in vantaggio per 22-20, ma subìrono il ritorno dei sudafricani nella ripresa.
I due test match con la Francia si tennero a Lione e a Parigi; nel primo gli Springbok, grazie a una seconda frazione energica, vinsero 36-15; dopo un intermezzo - perso - contro i Barbarian francesi a Biarritz, il Sudafrica salì al Parco dei Principi, teatro del suo ultimo test match prima del passaggio allo Stade de France, e inflisse un duro 52-10 ai transalpini (sette mete contro una); tre giorni dopo un XV del Sudafrica fu sconfitto dalla selezione A francese.
Il tour proseguì nel Regno Unito, dapprima a Twickenham dove gli Springbok passarono per 4 mete a una e 29-11 di punteggio definitivo sull'Inghilterra, per poi chiudere a Murrayfield, dove la Scozia fu letteralmente sepolta per 68-10 (dieci mete Springbok), tanto che la stampa britannica parlò di «rugby dell'altro mondo».

## Risultati

### Test match
| Arbitro: | Pablo De Luca |

|                               |      |                                                     |
| Francescato, Gardner, Vaccari | mt   | du Randt, Erasmus 2, Nuir, Rossouw 2 Small 2, Swart |
| Domínguez 2                   | tr   | Honiball 7                                          |
| Domínguez 4                   | c.p. | Honiball                                            |

| Arbitro: | Derek Bevan |

|                       |      |                                          |
| Califano, Glas, Merle | mt   | Dalton, Montgomery, Muir, Rossouw, Small |
| Lamaison              | tr   | Honiball 4                               |
| Lamaison 5            | c.p. | Honiball                                 |

| Arbitro: | Paddy O'Brien |

|          |      |                                        |
| Ibañez   | mt   | Honiball, Rossouw 4, Snyman, Teichmann |
| Lamaison | tr   | Honiball 7                             |
| Lamaison | c.p. | Honiball                               |

| Arbitro: | Colin Hawke |

|                        |      |                                    |
| Greenstock             | mt   | Andrews, Garvey, Snyman, Swanepoel |
| Honiball 2, Montgomery | tr   |                                    |
| Catt 2                 | c.p. | Honiball                           |

| Arbitro: | P. Thomas |

|          |      |                                                                                 |
| Stark    | mt   | Erasmus, Montgomery 2, Rossouw, Small 2, F. Smith, Snyman, Teichmann, A. Venter |
| Shepherd | tr   | de Beer, Montgomery 8                                                           |
| Shepherd | c.p. |                                                                                 |

### Altri incontri
| Biarritz 11 novembre 1997 | Barbarian francesi | 40 – 22 | Sudafrica XV | Parc d'Aguiléra |

| Tolone 18 novembre 1997 | Francia A | 21 – 7 | Sudafrica XV | Stadio Mayol |